# Samppasuntti
Samppasuntti är ett sund i Finland. Det ligger i landskapet Egentliga Finland, i den sydvästra delen av landet, 150 km väster om huvudstaden Helsingfors.
Samppasuntti ligger mellan Järvistensaari i norr och Satava i söder. Sundet ansluter till Erstan i väster och Haarlansuntti i öster.